# لیزی لیک (فلوریدا)
لیزی لیک (به انگلیسی: Lazy Lake) روستای در شهرستان برووارد ایالت فلوریدا است که در سال ۱۹۵۳ بنیان‌گذاری شده‌است. این روستا طبق سرشماری سال ۲۰۱۰ میلادی، ۲۴ نفر جمعیت داشته و مساحت آن نیز ۰٫۱ کیلومتر مربع است.